# Suren Arutjunjan
Suren Gurgenowitsch Arutjunjan (russisch Сурен Гургенович Арутюнян; armenisch Սուրեն Հարությունյան; geboren am 5. September 1939 in Tiflis, Georgische SSR; gestorben am 1. März 2019 in Moskau) war ein sowjetischer Politiker armenischer Abstammung.

## Leben
1946 kam Arutjunjan mit seiner Familie nach Armenien. Er schloss im Jahr 1961 das veterinärische Institut in Jerewan ab und trat im selben Jahr der KPdSU bei. Arutjunjan nahm verschiedene Funktionen im Komsomol ein, ehe er von 1978 bis 1986 im Apparat des ZK der KPdSU arbeitete und anschließend das Amt des stellvertretenden Ministerratsvorsitzenden der Armenischen SSR wahrnahm. Arutjunjan wurde im Mai 1988 zum Ersten Sekretär der armenischen KP bestimmt und löste Karen Demirtschjan ab, da er, im Gegensatz zu Demirtschjan, als nicht korrupt wahrgenommen wurde. In dieser Position bezog Arutjunjan im Juni 1988 bei einer Demonstration offen Stellung für die Armenier in Bergkarabach und sprach sich für die Vereinigung Armeniens mit Bergkarabach aus. Im Frühjahr 1990 wurde er durch Wladimir Mowsesjan ersetzt. Arutjunjan trat daraufhin in den diplomatischen Dienst ein und war von 1999 bis 2006 armenischer Botschafter in Belarus. 2006 ging er in den Ruhestand.
Arutjunjan verstarb am 1. März 2019 in Moskau, war verheiratet und hatte zwei Kinder.

## Werke
- О прошлом и настоящем (Über die Vergangenheit und die Gegenwart). Verlag "Respublika", Moskau 2009.

## Auszeichnungen
Arutjunjan erhielt verschiedene Auszeichnungen, wie das Ehrenzeichen der Sowjetunion oder den Orden der Völkerfreundschaft.